# بيزلي ورينفروشير الجنوبية (دائرة انتخابية في المملكة المتحدة)
بيزلي ورينفروشير الجنوبية (بالإنجليزية: Paisley and Renfrewshire South)‏ هي إحدى الدوائر الانتخابية في المملكة المتحدة الممثلة في مجلس العموم في برلمان المملكة المتحدة.
عضو البرلمان الذي يمثلها حالياً هو :Rt Hon Douglas Alexander (Lab).